# Krzyk w ciemności
Krzyk w ciemności (ang. A Cry in the Dark lub Evil Angels) – australijsko-brytyjsko-amerykański dramat sądowy z 1988 roku w reżyserii Freda Schepisiego. Historia przedstawiona w filmie wydarzyła się naprawdę, została opisana w książce Johna Brysona pt. Evil Angels, na której oparto scenariusz filmu.

## Fabuła
Australia, lata 80. XX wieku. Pastor Michael Chamberlain (Sam Neill) wraz z żoną Lindą (Meryl Streep), dwoma synami i 9-tygodniową córeczką, Azarią, wyjeżdżają na wakacje. Cała rodzina jest członkami Kościoła Adwentystów Dnia Siódmego. Rodzina obozuje u podnóża Ayers Rock, gdzie sypiają w namiotach. Niespodziewanie mała Azaria zostaje porwana przez psa dingo. Zrozpaczonym rodzicom wiara pomaga pogodzić się z tragedią, jednak całą sprawą zainteresowały się media, którym spokój rodziców wydaje się podejrzany. Małżeństwo Chamberlainów zostaje oskarżone o zamordowanie córki. Dopiero po wielu latach spraw sądowych zostają oczyszczeni z zarzutów.

## Obsada
- Meryl Streep − Lindy Chamberlain
- Sam Neill − Michael Chamberlain
- Bruce Myles − Ian Barker
- Neil Fitzpatrick − John Phillips
- Charles Tingwell − Sędzia James Muirhead
- Maurie Fields − Sędzia Denis Barritt
- Nick Tate − Detektyw Graeme Charlwood
- Lewis Fitz-Gerald − Stuart Tipple
- Caroline Gillmer − Amy Whittaker

i inni

## Nagrody
- Oscary:
  - Meryl Streep − nominacja dla najlepszej aktorki pierwszoplanowej
- Złoty Glob:
  - Nominacja dla najlepszego filmu dramatycznego
  - Meryl Streep − nominacja dla najlepszej aktorki w dramacie
  - Fred Schepisi − nominacja dla najlepszej reżyserii
  - Robert Caswell i Fred Schepisi − nominacja za najlepszy scenariusz
- 42. MFF w Cannes:
  - Meryl Streep − nagroda dla najlepszej aktorki
  - Fred Schepisi − nominacja do Złotej Palmy

## Produkcja
Zdjęcia kręcono w pobliżu Uluru w australijskim Terytorium Północnym.